# Баланджеро

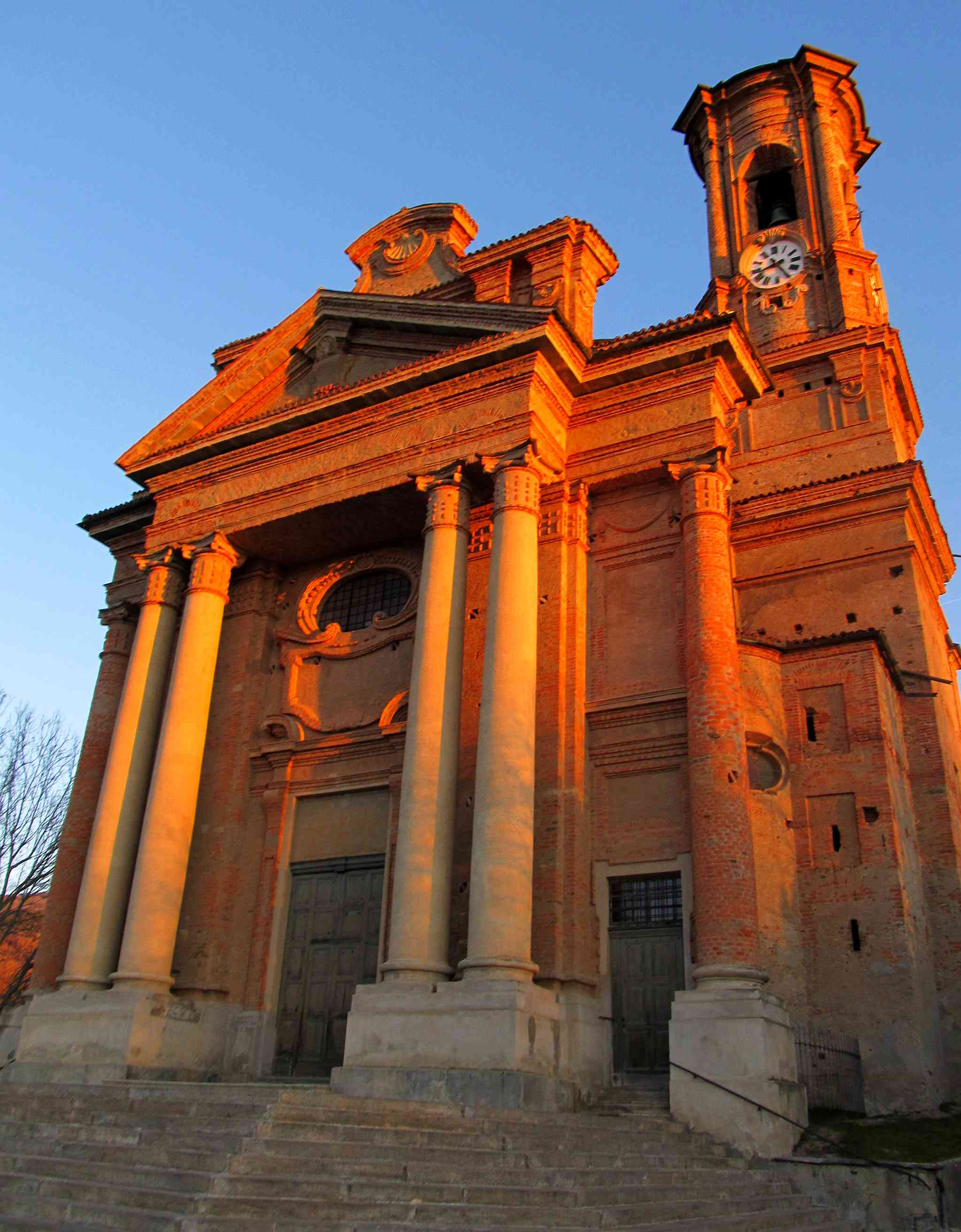
Приходской храм св.Иакова

Баланджеро (итал. Balangero, пьем. Balangé) — коммуна в Италии, располагается в области Пьемонт, в провинции Турин.
Население составляет 3085 человек (2008 г.), плотность населения составляет 257 чел./км². Занимает площадь 13 км². Почтовый индекс — 10070. Телефонный код — 0123.
Покровителем коммуны почитается святой апостол Иаков Зеведеев, празднование 25 июля.

## Демография
Динамика населения:

## Администрация коммуны
- Официальный сайт: http://www.comune.balangero.to.it/